# Mouvement bouddhiste dalit
Le mouvement bouddhiste Dalit (appelé navayâna, ou nouveau véhicule par certains ambedkarites) est un mouvement de renouveau du bouddhisme qui a commencé à la fin du XIXe siècle en Inde. B. R. Ambedkar lui donna une impulsion particulièrement substantielle en appelant à la conversion des dalits (ou ex-intouchables) au bouddhisme, afin qu’ils échappent à une société basée sur les castes, qui les met tout en bas de la hiérarchie.

## Origines
Un temps dominant dans une grande partie de ce qui est l’Inde actuelle, le bouddhisme déclina au XIIe siècle, du fait d’une part des persécutions de rois soutenant le brahmanisme, et d’autre part des conversions à l’Islam. Le renouveau du bouddhisme commença en Inde en 1891, quand Anagarika Dharmapala fonda la Maha Bodhi Society.

### En Inde du Sud
En 1890, Pandit C. Ayodhya Dasa (1845-1914), plus connu sous le nom de Iyothee Thass (en), fonda la Société bouddhiste de Shakya (aussi connue sous le nom d’Association bouddhiste indienne). Le premier président de cette association fut Paul Carus, un Américain né en Allemagne, auteur de L’Évangile de Bouddha (1894).
Thass, un médecin tamoul, fut le pionnier du mouvement dalit tamoul. Selon lui, les dalits tamouls étaient originellement des bouddhistes. À la tête d’une délégation de dalits éminents, il alla rencontrer Henry Steel Olcott, et lui demanda son soutien pour réétablir le "bouddhisme tamoul". Olcott aida Thass à se rendre au Sri Lanka, où il reçut diksha (conversion) de bhikkhu Sumangala Nayake. À son retour en Inde, Thass fonda la Société Bouddhiste de Shakya à Madras.
Bhagya Reddy Verma (Madari Bagaiah), un leader dalit de l’Andhra Pradesh, était aussi fasciné par le bouddhisme et promut son adoption par les dalits.

### En Uttar Pradesh
Au début du XXe siècle, les bouddhistes Barua (Bangladesh) (en) du Bengale, sous la houlette de Kripasaran Mahasthavir (1865-1926), fondèrent en 1892 l’Association Bouddhiste du Bengale à Calcutta, établissant des viharas dans des villes telles que Lucknow, Hyderabad, Shillong and Jamshedpur.
À Lucknow, Bodhanand Mahastavir (1874-1952) se fit l’avocat du bouddhisme pour les dalits. Né dans une famille bengalie brahmane, orphelin à un jeune âge, il grandit chez sa tante à Bénarès. Initialement attiré par le christianisme, il devint bouddhiste après avoir rencontré des moines bouddhistes de Ceylan à une conférence sur la théosophie à Bénarès. Il vécut plus tard à Lucknow où il entra en contact avec des bouddhistes Baruas, qui pour nombre d’entre eux étaient employés comme cuisiniers par des Britanniques.
Ordonné en 1914, il commença à enseigner le bouddhisme à Lucknow. Il fonda le Bharatiye Buddh Samiti en 1916, et créa un vihara en 1928. Dans son livre Mula Bharatavasi Aur Arya ("Habitants originels et Aryens"), Mahastavir a affirmé que les shoûdras étaient les habitants originels de l’Inde, qui furent faits esclaves par les Aryens.

## B. R. Ambedkar

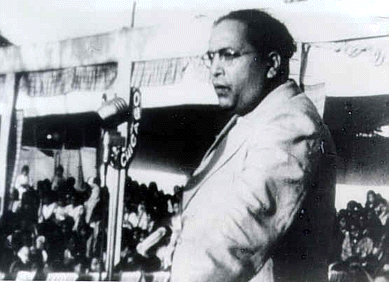
Ambedkar faisant un discours lors d’une rencontre à Yeola, à Nashik, le 13 octobre 1935.

Lors d’une conference à Yeola en 1935, B. R. Ambedkar, le leader des intouchables et futur premier Ministre de la justice de l’Inde indépendante, déclara qu’il ne mourrait pas hindou, l’hindouisme perpétuant les injustices de caste.
Après avoir publié une série d’articles et de livres affirmant que le bouddhisme était la seule voie permettant aux intouchables d’atteindre l’égalité, Ambedkar se convertit publiquement le 14 octobre 1956, à Nagpur, prenant du moine bouddhiste Bhadant U Chandramani les refuges et préceptes de la façon traditionnelle. Puis il les administra aux centaines de milliers de présents, y ajoutant 22 vœux rédigés par lui-même, qui insistent sur le fait que se convertir, c'est quitter définitivement la religion et la vie hindoues. Ambedkar mourut 6 semaines plus tard.

## Le mouvement bouddhiste dalit après la mort d’Ambedkar
Du fait de la mort d’Ambedkar, le mouvement bouddhiste dalit ne put se développer rapidement. De la part de la population intouchable, il ne reçut pas le soutien de masse immédiat qu’avait espéré Ambedkar. Des divisions et un manque de direction chez les leaders du mouvement ambedkarite ont formé un obstacle supplémentaire.
Le renouveau du bouddhisme reste essentiellement focalisé sur deux États : le Maharashtra et l’Uttar Pradesh. Au recensement de 2001, il y avait 7,95 millions de bouddhistes en Inde ; au moins 5,8 millions d’entre eux sont au Maharashtra. Ceci fait du bouddhisme la cinquième religion de l’Inde ; les bouddhistes représentent 6 % de la population du Maharashtra, et moins de 1 % de la population totale de l’Inde.
Nombre de dalits utilisent aujourd’hui le terme bouddhisme ambedkarite (ou bouddhisme d’Ambedkar) pour désigner le mouvement bouddhiste lancé par la conversion d’Ambedkar.

### En Uttar Pradesh
Rajendranath Aherwar est un important leader dalit à Kanpur. Il se convertit au bouddhisme avec toute sa famille en 1961. En 1967, il fonda la branche de Kanpur du Bharatiya Buddh Mahasabha. Il y enseigna le bouddhisme, officia lors de mariages et autres célébrations, et organisa des fêtes célébrant la naissance, la conversion et la mort d’Ambedkar, ainsi que le Bouddha Jayanti.
À Kanpur, le mouvement bouddhiste dalit prit de l’élan avec l’arrivée de Dipankar, un bhikkhu chamar, en 1980. Dipankar était venu à Kanpur pour une mission bouddhique, et sa première apparition en public était prévue lors d’une conversion de masse en 1981. L’événement était organisé par Rahulan Ambawadekar, un leader dalit du RPI qui, en avril 1981, avait fondé les Panthères Dalit d’Uttar Pradesh, inspiré par les Panthères Dalit du Maharashtra. À la suite de grandes critiques et de la forte opposition du Vishwa Hindu Parishad, l’événement fut interdit.
Une autre leader dalit populaire, Mayawati, la chef du Bahujan Samaj Party, a dit qu’elle et ses disciples embrasseraient le bouddhisme une fois que le BSP aurait formé un gouvernement au Centre.

### Au Maharashtra

Drapeau symbolisant le mouvement dalit en Inde.

Né au Japon, Surai Sasai devint un important leader bouddhiste en Inde. Il arriva en Inde en 1966 et y rencontra Nichidatsu Fujii (en), qu’il aida à bâtir une Pagode de la Paix à Rajgir. À la suite d'une mésentente avec Fuji, il repartit au Japon, mais, selon son récit, fut arrêté en chemin par un rêve dans lequel un personnage ressemblant à Nagarjuna lui apparut et lui dit « Va à Nagpur ». À Nagpur il rencontra Wamanrao Godbole, l’homme qui avait organisé la cérémonie de conversion d’Ambedkar en 1956. Sasai raconte que, lorsqu’il vit une photographie de Dr. Ambedkar chez Godbole, il réalisa que c’était Ambedkar qui lui était apparu en rêve. Les premiers temps, les gens de Nagpur trouvaient Surai Sasai très étrange, mais il commença à les saluer en disant « Jai Bhim » (victoire à Ambedkar) et à construire des viharas. Plus tard il prit la nationalité indienne. C’est l’un principaux meneurs d’une campagne visant à ôter aux hindous le contrôle du Temple de la Mahabodhi, à Bodh Gaya.
Un mouvement originaire du Maharashtra mais aussi actif en Uttar Pradesh et s’étendant dans un certain nombre de lieux où vivent des « néo-bouddhistes » est le Triratna Bauddha Mahasangha (auparavant appelé TBMSG, pour Trailokya Bauddha Mahasangha Sahayaka Gana). C’est l’aile indienne de la Communauté bouddhiste Triratna fondée par Sangharakshita. Elle a pour origine les quelques contacts qu’eut Sangharakshita avec Dr. Ambedkar dans les années 1950. Sangharakshita, alors un bhikshu, participa au mouvement de conversion de 1956 jusqu’à son départ pour le Royaume-Uni en 1963.
Une fois que son nouveau mouvement œcuménique eut suffisamment grandi en Occident, Sangharakshita œuvra avec des ambedkarites en Inde et au Royaume-Uni pour développer le bouddhisme en Inde. Après les premières visites d’un Anglais, Dharmachari Lokamitra, à la fin des années 1970, une double approche fut développée : d’une part un travail social, par l’intermédiaire du Bahujan Hitay Trust, une association essentiellement financée par des dons du public récoltés par une association britannique, le Karuna Trust (UK) (en), et d’autre part un développement direct du bouddhisme. Aujourd’hui, le mouvement a des viharas et des groupes dans plus de 20 grandes aires, plusieurs centres de retraite, et des centaines de dharmacharis et de dharmacharinis d’origine indienne.
Des fonds pour le travail social et dharmique du mouvement proviennent de pays étrangers, en particulier de pays occidentaux et de Taiwan. Parmi les organisations recevant des fonds de l’étranger, citons le Trailokya Bauddha Mahasangha Sahayaka Gana et Triratna (Europe et Inde). Triratna a des liens avec les Roms bouddhistes « ambedkarites » en Hongrie.

### Conversions de masse organisées

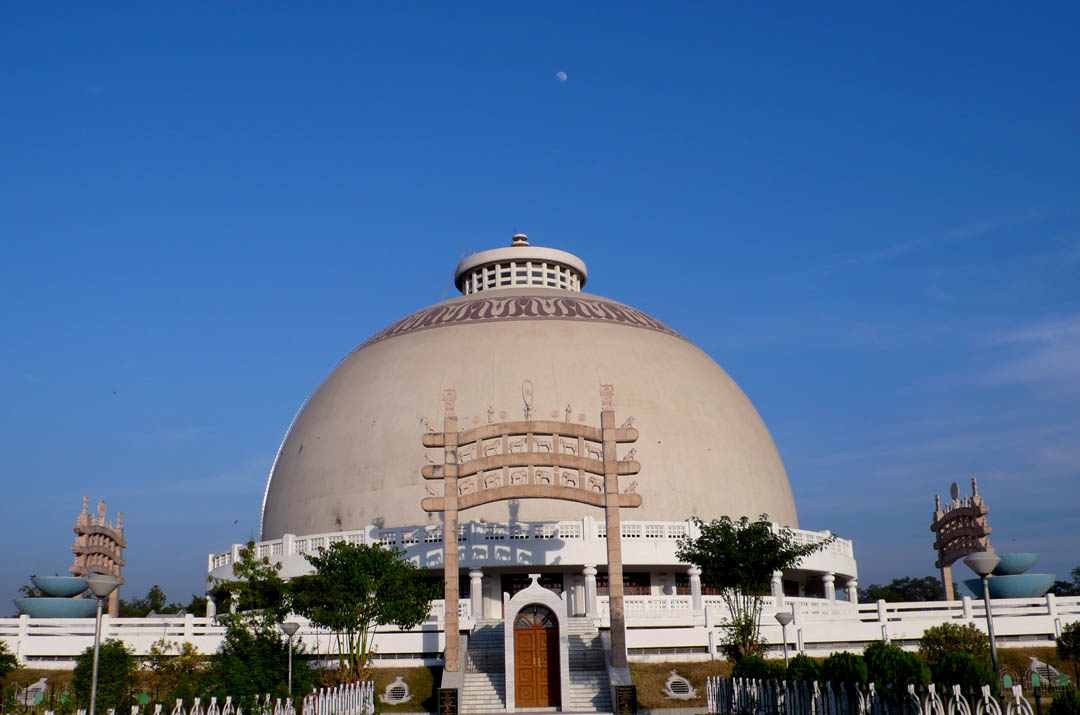
Stūpa à Deekshabhoomi (Nagpur), lieu où Ambedkar se convertit au bouddhisme.

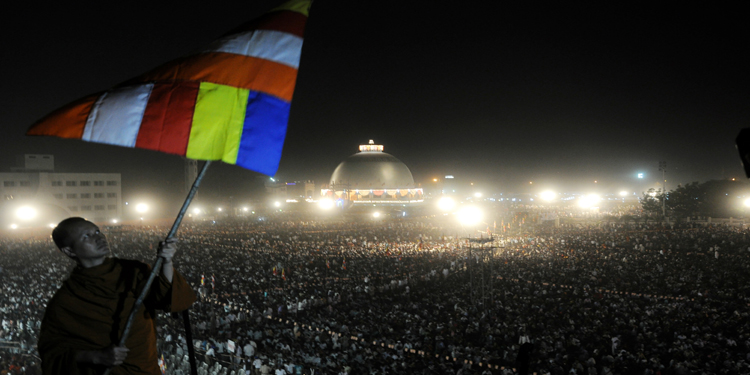
Célébration de la conversion de masse du 14 octobre 1956, à Deekshabhoomi en octobre 2012.

Le mouvement de conversion lancé par Ambedkar se poursuit de nos jours : depuis sa conversion, des centaines de milliers de personnes de différents groupes hors-castes se sont converties au bouddhisme, lors de cérémonies incluant les 22 vœux.
Les hindous de caste sont souvent critiques vis-à-vis de ces développements, voire y sont opposés :
- Des critiques hindous ont affirmé que les efforts visant à convertir les hindous au bouddhisme ambedkarite sont des coups politiques plutôt qu'un engagement sincère à faire des réformes sociales[11]. Des chefs du parti dalit Bahujan Samaj Party ont relaté qu'on les qualifie d'« anti-hindous » parce que la publicité entourant les conversions est essentiellement l'œuvre d'intérêts manuvadis, incluant des partis politiques et divers medias. Ils souhaitent un dialogue pacifique avec les brahmanes[12].
- En 2003, les gouvernements des États du Tamil Nadu et du Gujarat ont fait passer des lois empêchant ou interdisant les conversions religieuses « forcées » et empêchant les conversions de masse[13].

## Interprétation distinctive
La plupart des bouddhistes dalits indiens épousent une version éclectique du bouddhisme, basée avant tout sur le Theravada, avec des influences additionnelles du Mahayana et du Vajrayana. Sur de nombreux sujets, ils ont une interprétation distinctive du bouddhisme. Il faut en particulier noter l’accent porté sur le Bouddha Shakyamuni en tant que réformateur politique et social autant qu’en tant que maître spirituel. Les bouddhistes dalits insistent sur le fait que le Bouddha exigeait de ses moines d’ignorer les distinctions de castes, et qu’il critiquait les inégalités sociales qui existaient à son époque. Les disciples d’Ambedkar ne croient pas que les conditions d’une personne à sa naissance soient le résultat de son karma passé.
Selon Gail Omvedt (en), une sociologue et militante d’origine américaine naturalisée indienne :
« Le bouddhisme d’Ambedkar semble différer de celui de ceux qui l’acceptent par la foi, qui « vont en refuge » et qui acceptent le canon. Ceci est tout à fait clair dès le départ : ce bouddhisme n’accepte pas la totalité des écritures du Theravada, du Mahayana, ou du Vajrayana. La question est clairement posée : un quatrième yâna, un navayâna, une sorte de version moderniste du Dhamma, est-elle possible dans le cadre du bouddhisme? »